# Византия след Византия
„Византия след Византия“ (на румънски: Bizanţ după Bizanţ; на френски: Byzance après Byzance) е книга на известния румънски историк академик Николае Йорга, написана през 1935 г.
В нея Йорга разглежда имперското влияние на Византия на политическото, социалното, културното и интелектуалното развитие в т.нар. Дунавски княжества - Влахия и Молдова.
Изложен е анализ на последствията от падането на Византия за европейската цивилизация, наследство и приемственост на византийската култура и институции.